# 11581 Philipdejager
A 11581 Philipdejager (ideiglenes jelöléssel 1994 PK9) a Naprendszer kisbolygóövében található aszteroida. Eric Walter Elst fedezte fel 1994. augusztus 10-én.